# Colomansritt

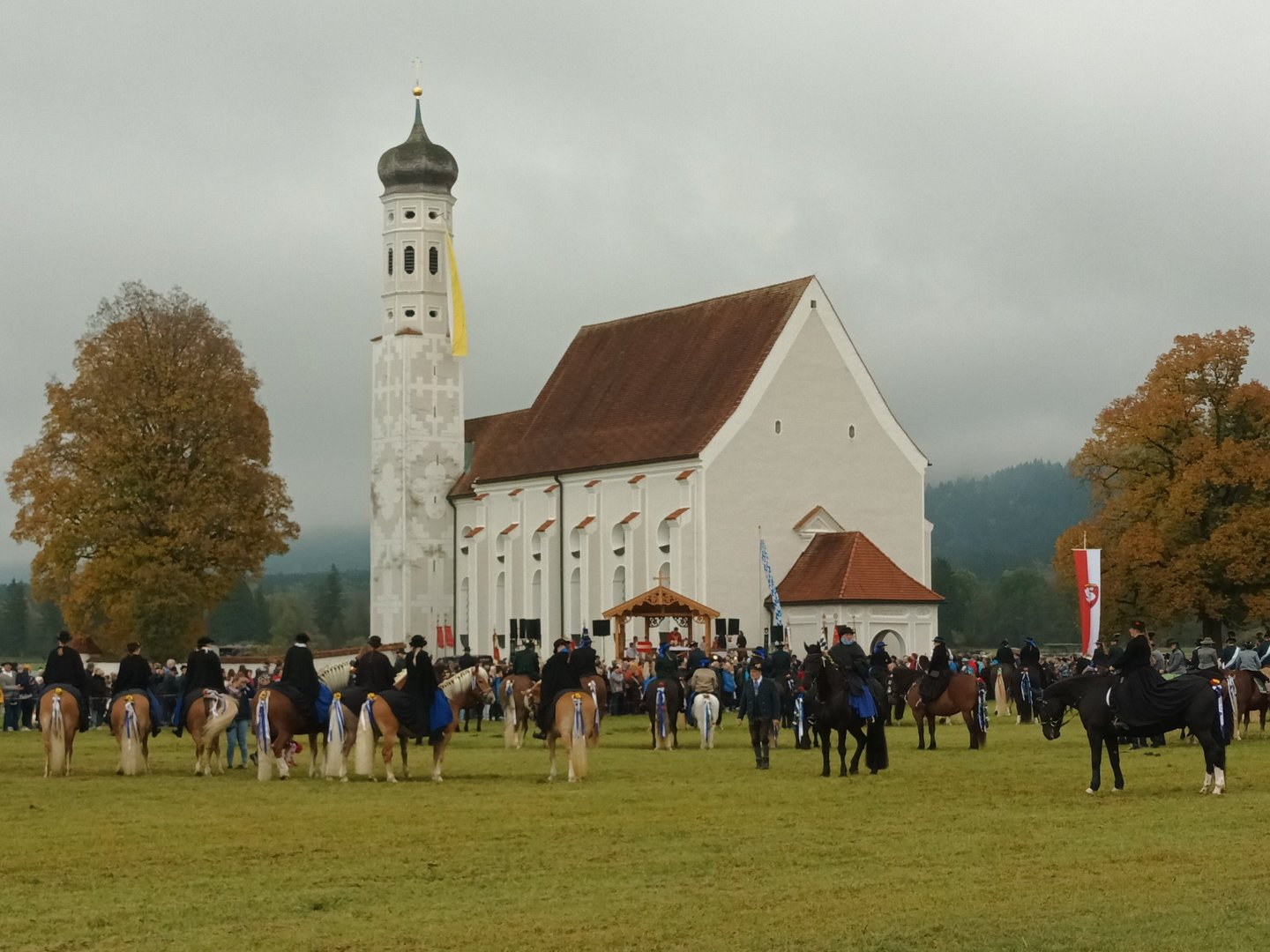
Gottesdienst beim Colomansfest 2022

Der Colomansritt ist eine Reiterprozession mit Pferdesegnung beim Colomansfest, das jedes Jahr im Oktober in der schwäbischen Gemeinde Schwangau gefeiert wird. Der Brauch geht auf Wallfahrten zu Ehren des heiligen Coloman zurück, dem Schutzpatron des Viehs.

## Geschichte
Der Legende nach soll der heilige Coloman auf seiner Pilgerreise ins Heilige Land an dem Ort gerastet haben, an dem heute die Colomanskirche steht. Vermutlich bereits in der zweiten Hälfte des 14. Jahrhunderts wurde dort eine Feldkapelle errichtet und es fanden Wallfahrten statt. Für 1495 ist eine Kirchenweihe belegt. 1552 erteilte Karl V. den Freiherrn von Hohenschwangau das Recht, am Festtag des Heiligen einen Jahrmarkt abzuhalten. 1685 wurde die neu errichtete Colomanskirche geweiht. 1720 erhielt sie vom Kloster Melk eine Reliquie des Heiligen. Im 17. und 18. Jahrhundert hatten die Wallfahrten ihren Höhepunkt, bis ins 19. Jahrhundert fanden noch Wallfahrten aus Gemeinden der näheren Umgebung statt.
Der Schwangauer Brauch des Pferdeumritts und der Pferdesegnung reicht vermutlich bis ins 15./16. Jahrhundert zurück. Bis Ende des Zweiten Weltkriegs wurde auch das Vieh auf die Wiesen um die Kirche getrieben und gesegnet. In den 1970er Jahren nahmen nur noch wenige Reiter am Colomansritt teil und der Brauch drohte auszusterben. Daraufhin wurde 1978 eine Interessengemeinschaft zu seiner Förderung gegründet. 1995 wurde der Sankt-Coloman-Verein gegründet und übernahm die Organisation. Im Jahr 2018 wurde dem Colomansfest und Colomansritt der Heimatpreis Bayern verliehen.

## Ablauf
Das Colomansfest findet heute nicht mehr am Festtag des Heiligen, dem 13. Oktober, statt, sondern am zweiten Sonntag im Oktober. Der Festzug startet am Rathaus. An der Spitze geht die Musikkapelle Schwangau, gefolgt von Fahnenabordnungen der örtlichen Vereine, dann Kutschen für die Geistlichkeit, den Bürgermeister und die Ehrengäste, dann die Reiter auf geschmückten Pferden.
Zum Festgottesdienst an der Colomanskirche stellen sich Reiter und Kutschen in einem Halbkreis um einen Feldaltar vor der Kirche auf. Nach dem Gottesdienst werden die Pferde mit der Colomansreliquie gesegnet. Früher ritten die Reiter daraufhin dreimal um die Kirche, je einmal im Schritt, Trab und Galopp, und dann in einem Wettrennen zurück ins Dorf. Heute reiten sie nur noch zweimal in weitem Bogen im Schritt um die Kirche. Dann kehrt der Zug zum Rathaus zurück, wo die Reiter eine Brotzeit erhalten. An der Colomanskirche findet nach der Pferdesegnung ein Fest mit Markt- und Imbissbuden statt.